# The Gallows (serie cinematográfica)
The Gallows  (también conocida como La horca) es una serie cinematográfica de terror estadounidense, centrada en una serie de metraje encontrado y antología distribuidas por Warner Bros. Pictures y Lionsgate producidas por New Line Cinema Blumhouse Productions Entertainment 360 y Tremendum Pictures, creadas principalmente por Chris Lofing y Travis Cluff
La franquicia comenzó en 2015 con The Gallows, estrenada por Warner Bros. Pictures dirigida por los creadores Chris Lofing y Travis Cluff , quien también dirigieron la secuela de The Gallows: Act II sin la participación de Warner Bros Pictures y New Line Cinema la segunda película fue estrenada por Lionsgate en 2019
La primera película de The Gallows se estrenó en cines por todo el mundo con un bajo presupuesto de $100,0000 dólares y logró como recaudación 43 millones de dólares en taquilla.

## Reparto

### La Horca
- Reese Mishler como Reese Houser.
- Pfeifer Brown como Pfeifer Ross.
- Ryan Shoos como Ryan Shoos.
- Cassidy Gifford como Cassidy Spilker.
- Omar Carvajal como Price.
- Jesse Cross como Charlie Grimille.
- John Tanskly como Rick Houser.
- Emily Jones como la madre de Ryan.
- Travis Cluff como Mr. Schwendiman
- Mackie Burt como animadora.

### La Horca Segundo Acto
- Ema Horvath como Auna Rue
- Chris Milligan como Cade Parker
- Brittany Falardeau como Lisa Rue
- Anthony Jensen como Scott Lamont
- Dennis Hurley como el Sr. Schlake
- Jono Cota como Victor
- Erika Miranda como Lex
- Jener Dasilva como Nick
- Charles Chudabala como Stage Hand
- Stefmerie Halstead como Emperatriz
- Pfeifer Brown como Pfeifer Ross
- Travis Cluff como Charlie Grimille (sin acreditar)

## Franquicia
| Película            | Fecha de estreno      | Director                  | Guionistas                | Productores                                                                            | Distribuida por                         |                 |
| Serie principal     | Serie principal       | Serie principal           | Serie principal           | Serie principal                                                                        | Serie principal                         | Serie principal |
| ------------------- | --------------------- | ------------------------- | ------------------------- | -------------------------------------------------------------------------------------- | --------------------------------------- | --------------- |
| The Gallows         | 10 de julio de 2015   | Chris Lofing Travis Cluff | Chris Lofing Travis Cluff | Jason Blum, Guymon Casady, Dean Schnider, Benjamin Forkner y Chris Lofing Travis Cluff | Warner Bros. Pictures Lionsgate Secuela |                 |
| The Gallows: Act II | 25 de octubre de 2019 | Chris Lofing Travis Cluff | Chris Lofing Travis Cluff | Jason Blum, Guymon Casady, Dean Schnider, Benjamin Forkner y Chris Lofing Travis Cluff | Warner Bros. Pictures Lionsgate Secuela |                 |